# WWE Raw 1000
Raw 1000 foi um especial de televisão que foi transmitido ao vivo em 23 de julho de 2012, sendo exibido no EUA pela USA Network para celebrar o milésimo episódio de um dos show da WWE, o Monday Night Raw.
O episódio também teve formato de três horas de programa, que já havia sido reservado apenas para episódios especiais. O evento foi realizado no Centro de Scottrade em St. Louis, Missouri. O show contou com o ator Charlie Sheen (via Skype) servindo como embaixador de mídias sociais, assim como vários membros do Hall da Fama e lendas do passado.

## Evento

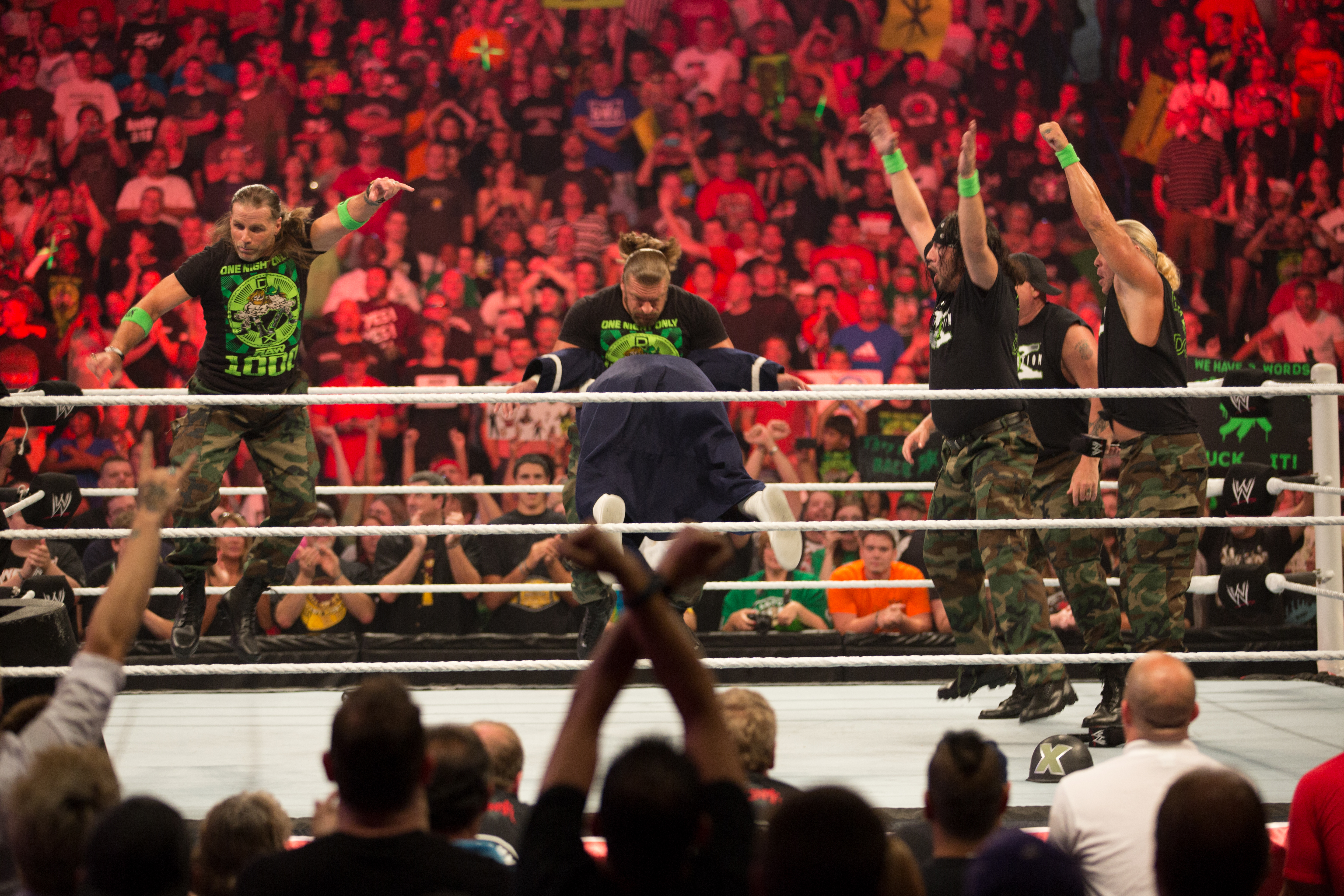
Triple H aplicando o pedigree em Damien Sandow após Sandow interromper a reunião da DX.

O show começou com vários vídeos mostrando a história do show. O Diretor executivo/Chairman Vince McMahon abriu o show, agradecendo o público que estava na arena e aos que estavam em casa por fazerem o milésimo episódio do Raw acontecer, antes de introduzir a D-Generation X (Triple H e Shawn Michaels). Logo eles introduziram outros membros da DX (Sean Waltman, Road Dogg e Billy Gunn) a bordo de um jipe de exército. O grupo se reuniu e foi interrompido por Damien Sandow, que opôs a palhaçadas e grosserias o grupo. DX, em seguida, atacou com o Sweet Chin Music de Michaels, seguido por um Pedigree de Triple H, onde por fim realizaram sua signature taunt.
Jim Ross veio ao ringue para anunciar o combate de abertura da noite, que foi um combate de trios com o World Heavyweight Champion Sheamus, Rey Mysterio e Sin Cara contra Alberto Del Rio, Dolph Ziggler e Chris Jericho. Ziggler atacou seu próprio parceiro Jericho, seguido por um Brogue Kick de Sheamus, conquistando a vitória para sua equipe.
Depois, houve um segmento nos bastidores com AJ Lee, Layla, Hacksaw Jim Duggan, Roddy Piper, R-Truth e Mae Young com seu filho, The Hand.
A próxima luta contou com Brodus Clay derrotando rapidamente Jack Swagger. Depois que Clay venceu, Mick Foley (como Dude Love) aplicou um Mr. Socko em Swagger e dançou com Clau e The Funkadactyls (Cameron e Naomi). Nos bastidores, DX interrompeu uma sessão de ioga entre Trish Stratus e Triple H.

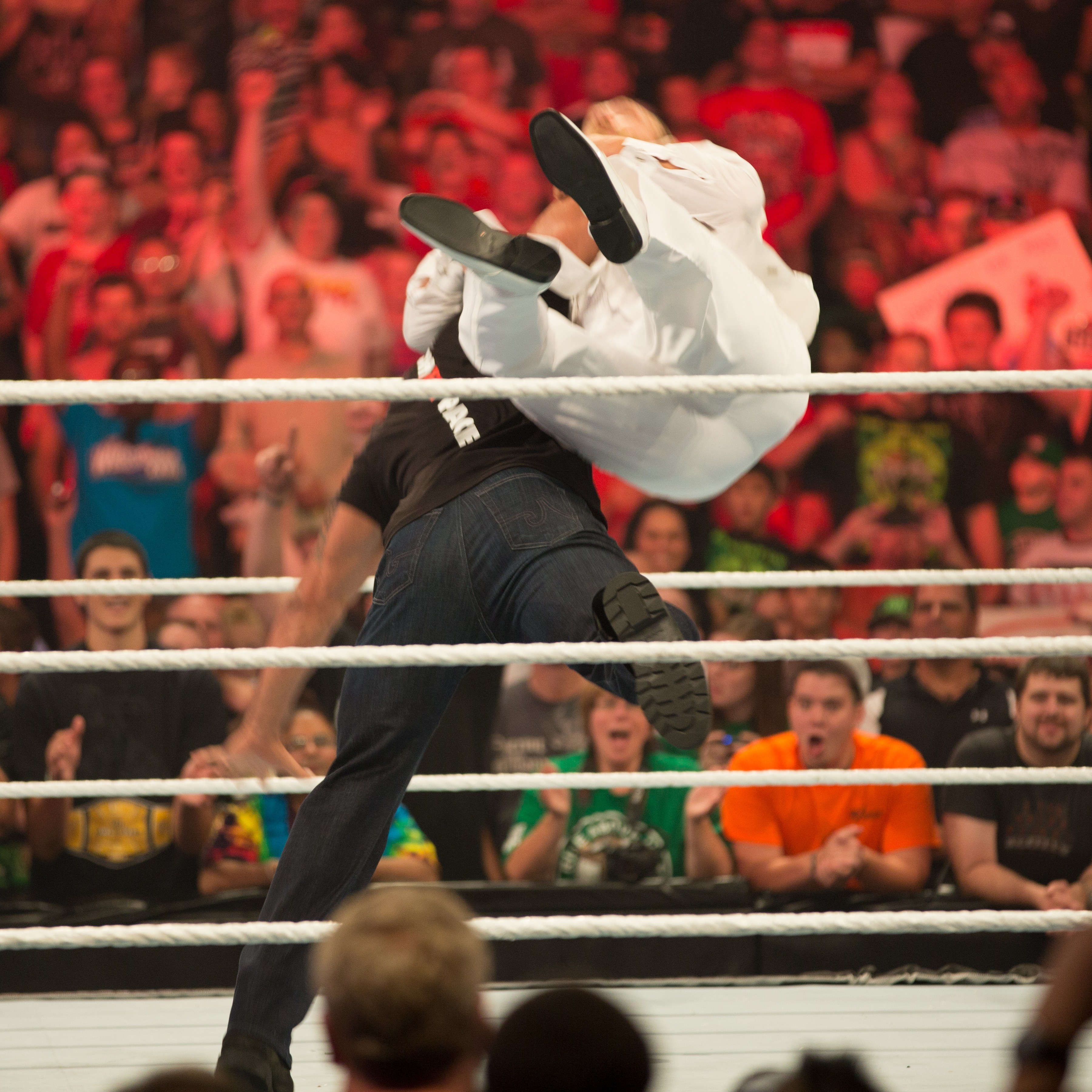
The Rock aplicando em Daniel Bryan o Rock Bottom.

Em seguida, veio o casamento de AJ Lee e Daniel Bryan. Jerry Lawler anunciou Slick como o ministro especial da cerimônia. Antes dos votos entre o casal serem concluídos, AJ revelou que ela não tinha dito "sim" para Bryan, mas na verdade disse para uma proposta de negócios proposta por Mr. McMahon, que fez dela a nova Gerente Geral do Raw. Bryan ficou no ringue descarregando sua frustração destruindo os adereços do casamento e jogando-os para fora do ringue. CM Punk apareceu para enfrentá-lo e Bryan afirmou ser "o maior lutador de todos os tempos", já que Punk era o "Melhor do Mundo". Dwayne "The Rock" Johnson fez o seu regresso (sua segunda aparição no Raw desde a noite depois de sua luta contra John Cena na WrestleMania XXVIII). The Rock insultou Bryan para irritá-lo ainda mais, e revelou que ele iria lutar pelo WWE Championship no Royal Rumble contra quem for o atual WWE Champion naquele momento. Em seguida, ele atacou Bryan com um Rock Bottom. O embaixador de mídia social Charlie Sheen (que apareceu via Skype) tirou sarro de Bryan por este incidente, resultando nos dois trocando insultos e desafios para uma luta durante todo o restante do show.
Bret Hart veio ao ringue para servir como apresentador de ringue especial, em um combate pelo WWE Intercontinental Championship entre o campeão Christian e The Miz. Com um Skull Crushing Finale, Miz venceu Christian. Com a vitória, The Miz tornou-se conhecido como um WWE Triple Crown winner.
Triple H, em seguida, voltou a chamar Brock Lesnar (que atacou Triple H e quebrou seu braço com um Kimura lock em 29 de abril no episódio do Raw Supershow), mas em vez disso foi confrontado por Paul Heyman, o advogado de Lesnar. Heyman disse a Triple H que Lesnar não iria lutar com ele no SummerSlam. Triple H ameaçou Heyman, que retaliou fazendo referência as crianças de Triple H. A esposa de Triple H, Stephanie McMahon apareceu e alegou que os processos visados por Heyman eram um disfarce por suas falhas como empresário na WCW, ECW e WWE, chamando-o de parasita profissional, dando por fim um tapa em Heyman, que então desencadeou a aceitar o combate em nome de Lesnar. Após Heyman fazer novamente uma observação sobre os filhos do casal, Stephanie atacou fisicamente Lesnar que atacou Triple H. Ambos os homens se envolveram em uma luta até Triple H acertar um clothesline em Lesnar o jogando para fora do ringue.

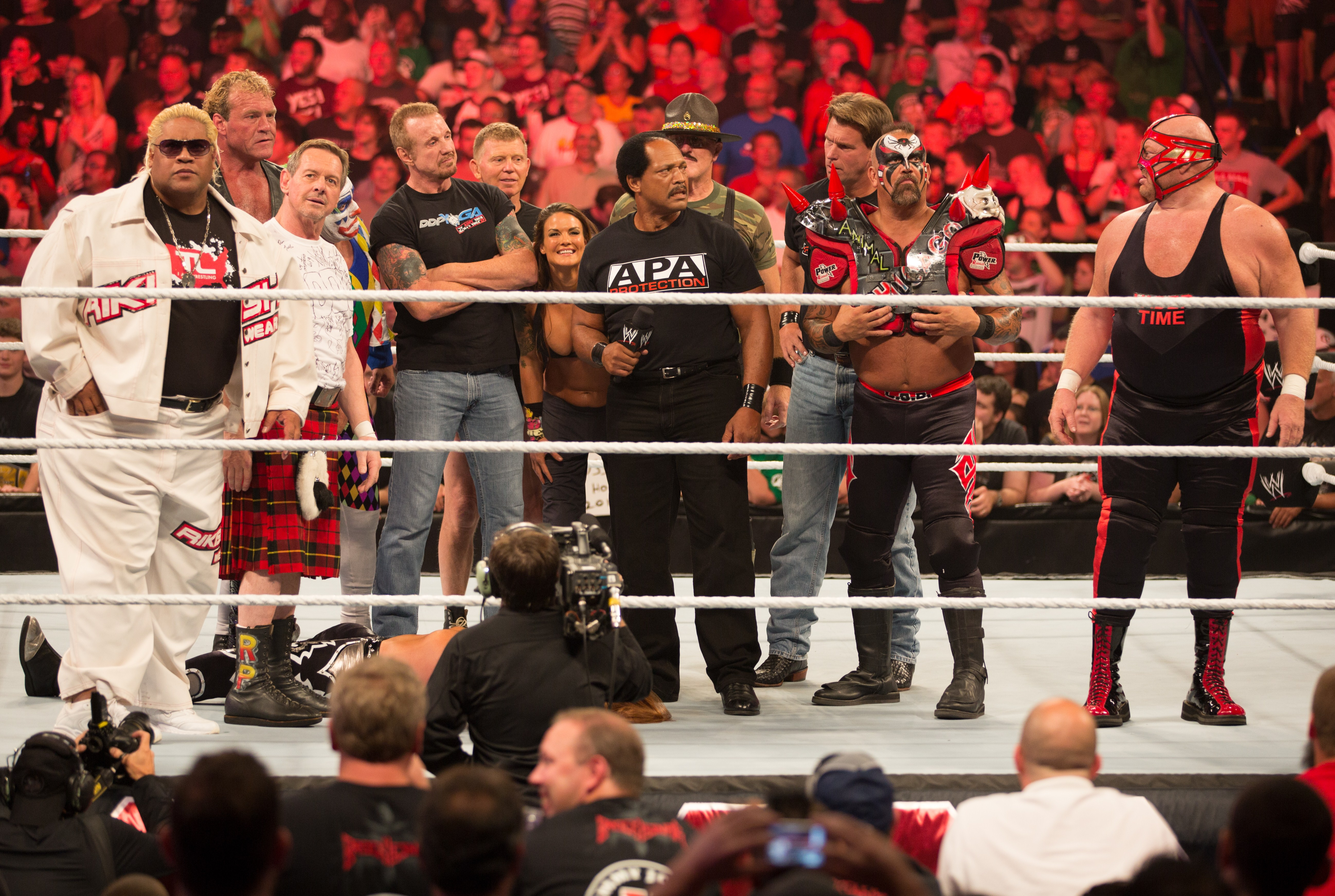
Lendas da WWE retornando sobre Heath Slater durante o Raw 1000.

Howard Finkel fez uma aparição especial para introduzir Heath Slater (que havia perdido uma série de lutas com o retorno de lendas nas semanas que antecederam o Raw 1000), Slater desafiou qualquer lenda da WWE que estivesse nos bastidores para um combate sem desqualificação e sem count-out. Lita correspondeu o desafiou, e contratou APA para sua proteção. Como Slater tentou escapar, todas as lendas que ele havia enfrentado anteriormente (Bob Backlund, Diamond Dallas Page, Doink The Clown, Rikishi, Road Warrior Animal, Roddy Piper, Sgt. Slaughter, Sid e Vader) o perseguiu de volta para o ringue, onde ele foi atingido com um Twist of Fate de Lita, um Clothesline From Hell de JBL e por fim um Litasault de Lita para o pinfall.

## Recepção
O episódio foi recorde de audiência na TV e foi o show da WWE mais alto avaliado em 10 anos. O show foi assistido por 6,3 milhões de espectadores, a primeira vez que cruzou a marca de 6 milhões desde junho de 2009. Ele também se tornou o Raw de três horas mais visto na história e o programa mais visto na televisão a cabo. Ele também quebrou vários recordes de mídia social e foi o mais falado em sites de rede social, estabelecendo novos recordes no Twitter.  Muitos fãs ficaram chateados que Edge e Stone Cold Steve Austin não apareceram no show. Austin no outro dia comentou em sua conta no Twitter que não podia voar para o Raw, devido à sua cirurgia no joelho. O episódio foi posteriormente adicionado como disco 3 no "RAW 1000" DVD.

## Resultados
| Nº                                          | Resultados | Estipulações                                                                        | Tempo |
| ------------------------------------------- | --- | ----------------------------------------------------------------------------------- | ----- |
| 1                                           | Rey Mysterio, Sheamus e Sin Cara derrotaram Alberto Del Rio (com Ricardo Rodriguez), Chris Jericho e Dolph Ziggler (com Vickie Guerrero)                                                                          | Luta de trios                                                                       | 6:40  |
| 2                                           | Brodus Clay (com Cameron, Dude Love e Naomi) derrotou Jack Swagger | Luta individual                                                                     | 0:15  |
| 3                                           | The Miz derrotou Christian (c) | Luta individual pelo WWE Intercontinental Championship                              | 7:49  |
| 4                                           | Lita (com The APA (John Bradshaw Layfield e Ron Simmons), Bob Backlund, Diamond Dallas Page, Doink The Clown, Rikishi, Road Warrior Animal, Roddy Piper, Sgt. Slaughter, Sycho Sid e Vader) derrotou Heath Slater | Lutas sem desqualificações ou contagens                                             | 0:35  |
| 5                                           | John Cena derrotou CM Punk (c) por desqualificação | Luta individual pelo WWE Championship; Cena usou seu contrato do Money in the Bank. | 11:14 |
| (c) – Refere-se aos campeões antes da luta. | |                                                                                     |       |